# Opinia (pismo)
Opinia – czasopismo, organ Ruchu Obrony Praw Człowieka i Obywatela.
Pierwszy niezależny periodyk publikowany w PRL z ujawnionym zespołem redakcyjnym. Wydawany był od kwietnia 1977 do listopada 1981 techniką offsetową lub powielaczową w nakładzie od 500 do 10 tysięcy egzemplarzy. Początkowo pismo było wydawane przez Wydawnictwo Polskie, a od jesieni 1978 przez Wydawnictwo im. Konstytucji 3 Maja.
Pierwotnie skład redakcji tworzyli: Kazimierz Janusz (jego domowy adres i telefon były podawane jako adres i telefon redakcji), Leszek Moczulski i Wojciech Ziembiński. Potem dołączył Jan Dworak. W grudniu 1977 do redakcji wszedł Adam Wojciechowski, w kwietniu 1978 – Andrzej Czuma, a w czerwcu 1978 – Emil Morgiewicz. Czuma po wejściu do redakcji pisma doprowadził w czerwcu 1978 do usunięcia z niej najaktywniejszego dotąd jej członka – Leszka Moczulskiego. Jesienią 1978 roku z redakcji odszedł Adam Wojciechowski.
Stałym mottem pisma była sentencja: „Z własnego prawa bierz nadanie”. Na łamach „Opinii” poruszane były tematy polityczne, społeczne i religijne objęte w PRL zakazami cenzorskimi. O pozycji pisma świadczy fakt, że w grudniu 1977 w czasie wizyty w PRL prezydent Stanów Zjednoczonych Jimmy Carter udzielił pisemnej odpowiedzi na trzy pytania „Opinii”. Wywiad ten ukazał się w dziewiątym numerze pisma.
Od lata 1978 pismo miało trudności finansowe, które przetrwało dzięki pożyczce (150.000 zł) uzyskanej przez Andrzeja Czumę od KSS KOR. Mimo tej pożyczki kłopoty z wydawaniem pisma narastały. Po Sierpniu 1980 pismo – z uwagi na kłopoty poligraficzne – ukazywało się rzadko, zwykle w postaci podwójnych numerów. Ostatni numer „Opinii” (z datą wrzesień–październik 1981) kolportowano po 13 grudnia 1981.